# División del Reino de Georgia
La división o separación del Reino de Georgia es un período en la historia de Georgia que se sitúa entre 1490 (fecha de la disolución oficial del reino) y 1810 (fecha de la anexión del Reino de Imericia por Imperio ruso). Sin embargo, la primera división de Georgia se remonta a 1259, cuando el rey David VI, conocido como Narin, fundó, tras la sumisión de Transcaucasia Oriental por parte de los mongoles, un reino independiente en Imericia, que perduraría hasta principios del siglo XIV.
Esta era se caracterizó por disensiones familiares, un aumento en el poder de los nobles, el dominio de las fuerzas musulmanas (turcos otomanos en el oeste y persas safávidas en el este) y un caos perpetuo dentro de las tierras georgianas.

## Primera partición

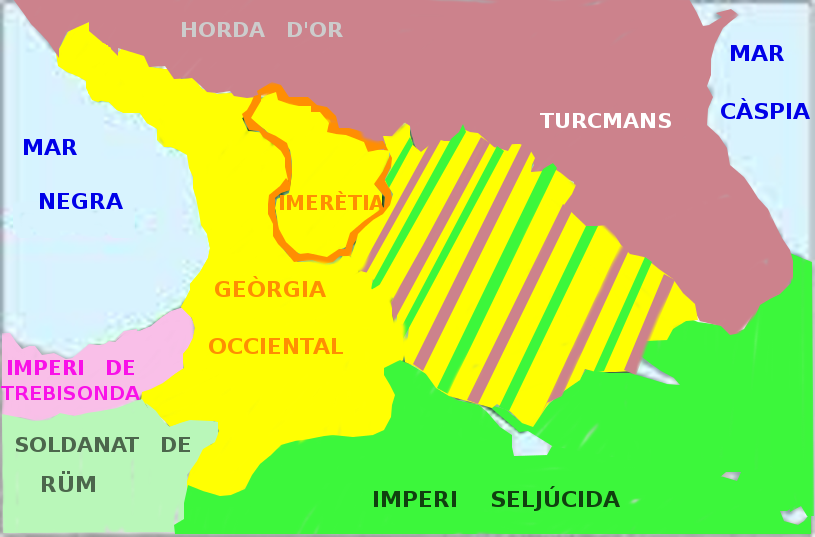
Año 1245, primera partición en dos regiones: Georgia Occidental y Georgia Oriental, con la aparición del reino de Imericia.

En 1245, a la muerte de la reina Rusudán, heredó el trono su hijo David VI. Este reinó durante un periodo caótico en el que los mongoles habían conseguido reducir el país a un estado de vasallaje. El 1247, David VI viajó a la corte de Guyuk Kan para rendirle homenaje y quedó retenido durante cinco años. Tardaba tanto en volver que fue declarado muerto por la nobleza y, en falta de un heredero al trono, proclamaron rey a su primo homónimo David. Un año más tarde, se supo que David VI estaba con el kan, pero este no destituyó al nuevo rey sino que repartió el gobierno entre los dos Davides para evitar futuros problemas con la nobleza. El rey legítimo recibió entonces el apodo de Narin («el Joven»), y el otro el de Ulu («el Viejo»). Pero David VI Narin rehusó de reinar en las condiciones propuestas por el kan y se sublevó contra su primo y contra el poder mongol, fundando un reino independiente que abarcaba la parte de Georgia Occidental, Imericia. Sin embargo, no dejó de utilizar el mismo título que David Ulu, rey de los georgianos. 
Poco a poco, la Georgia Oriental, también consiguió liberarse del dominio extranjero. Pero Imericia rehusó volver a formar parte de una Georgia unificada. El rey Jorge V el Brillante, de la parte oriental, decidió recuperar por la fuerza la Georgia Occidental y el 1330 ocupó la capital, Kutaisi. El rey de Imericia, Bagrat I, recibió entonces el título de duque de Chorapani. Sin embargo, en 1387, un nuevo invasor, Tamerlán, empezó a hacer incursiones por Georgia y la nobleza de Imerecia, en alianza con la de Trebisonda, se rebeló y tomó como líder a Alejandro de Choropan, a quien proclamaron rey bajo el nombre de Alejandro I de Imericia. La independencia de Georgia Occidental nunca sería reconocida por la Georgia Oriental hasta 1443, cuando Imericia volvió a ser anexada por Reino de Georgia. El rey de Georgia, también llamado Alejandro concedió en 1446 la parte occidental como feudo a Demetrio, hijo del depuesto Alejandro I de Imericia, y le nombró eristavi y, pasado un tiempo, le reconoció el título de rey de Imericia. El Reino de Imericia cayó rápidamente víctima de fuerzas centrífugas. En 1491 un miembro de los Dadiani de Mingrelia y los «Gurieli» en Guria se proclamaron príncipes independientes y hereditarios. Hacia 1665, la familia Chachba hizo lo mismo en Abjasia, al igual que los príncipes Dadeshkeliani a Svanetia hacia 1750. En los siglos xvii y xviii, los príncipes de Guria y de Mingrelia no dudaron de usurpar el trono de Imericia.

## Segunda partición

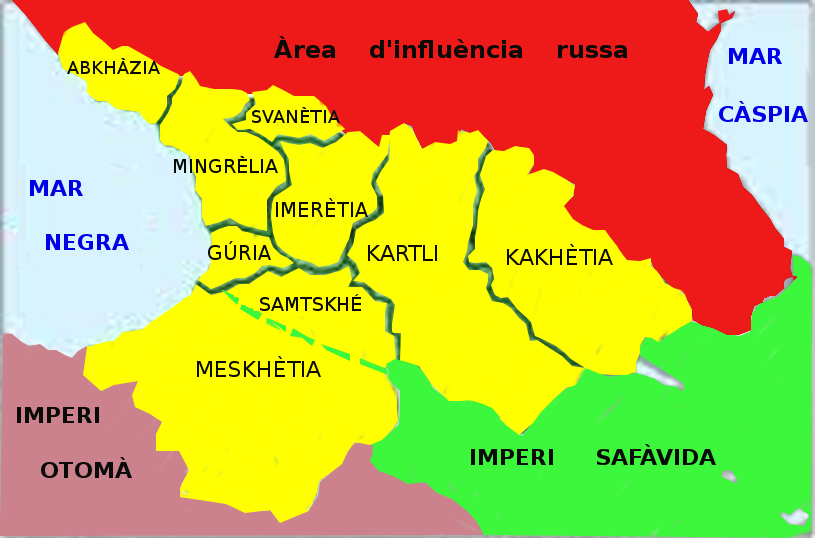
1478-1490: Disgregación de Georgia en pequeños estados.

Habiendo perdido Imericia, Georgia se desintegró poco a poco. A finales del Siglo XIII, estaba totalmente sometida a los mongoles, y entre los siglos xiv y xv los turcomanos empezaron a efectuar invasiones destructivas en este reino, y aceleraron la disgregación del país en varios estados gobernados por los nobles. En 1478 , a la muerte del rey Bagrat VI, el príncipe Constantino, que luchaba desde hacía tiempo por la posesión de Georgia, se convirtió monarca, con el nombre de Constantino II. En 1488, con el fin de asegurar su descendencia en el trono, asoció a sus cuatro hijos David, Jorge, Bagrat y Demetrio al gobierno. Por otra parte, a pesar de las medidas que tomó para intentar reunificar Georgia, solamente obtuvo el control sobre la parte central del país y los dos últimos años de la Georgia unificada fueron debidos a las insistentes peticiones de apoyo a las potencias europeas para estar unidos contra el avance de los musulmanes. Efectivamente, durante su reinado igual como había ocurrido durante sus predecesores, los turcos devastaron el país. Constantino II perdió el control sobre Georgia Occidental, que cayó en manos de los invasores, mientras que Georgia Oriental no tardó en caer en manos de los turcomanos. Finalmente, el rey no pudo emprender la reunificación que se había propuesto y reunió los nobles en un gran consejo nacional, acto que oficializó la disolución del Reino de Georgia y la creación de tres estados: Kartli, Kajetia e Imericia, en 1490.

## Reino de Kartli
La misma nobleza que dividió Georgia propuso conservar a Constantino II en el trono de Kartli, territorio que correspondía al antiguo Reino de Iberia, el núcleo de donde había surgido Georgia. Constantino II probó en vano recuperar los antiguos territorios georgianos, pero fracasó, obstaculizado siempre con una defensa cerrada efectuada por la nobleza musulmana y los turcos otomanos. Constantino II, tras apelar por última vez a los monarcas españoles, abdicó en 1505 y su primogénito David X le sucedió. Este sería el primer soberano en llevar el título de rey de Kartli y abandonó el uso de los antiguos títulos pomposos los monarcas georgianos. Pero en vez de reforzar y expandir su reino, contribuyó a una nueva división interna. Una vez llegado al trono, intentó apoderarse por las armas de la Georgia Oriental, pero fracasó estrepitosamente y tuvo que compartir la frontera con el enemigo, Kajetia, y entregar como feudo la región de Mukhrani a su hermano menor, Bagrat. Oficialmente, el Principado de Mukhrani era vasallo de Tiflis, pero con los años adquirió una cierta autonomía que sería importante. Cuando Rusia anexó Kartli y Kajetia en 1801, los príncipes georgianos continuarían llevando el título de príncipe de Mukhrani.

## Principado de Samtsje y de Saatabago
La familia feudal de los Jaqeli tenía el gobierno hereditario de Samtsje y Saatabago, territorios que correspondían parcialmente en la actual provincia de Samtsje-Yavajeti con los títulos de duque y condestable de Mesjetia, desde los inicios del Siglo xiii. En la época de la invasión de los mongoles, los duques Sargis I, Beka I y Sargis II Jaqeli se separaron del reino desde 1269 a 1334 y reinaron como vasallos directos de los ocupantes. Mediante la intervención de Jorge V de Georgia, cuya madre era una Jaqeli, la región volvió pacíficamente a formar parte del Reino georgiano. En el siglo xv, El ambicioso Qvarqvare II Jaqeli participó activamente en la disgregación del Reino de Georgia y se proclamó independiente en 1466. Sus descendientes, sometidos a la presión del pro-otomano Beka III Jaqeli, se convirtieron al islam a comienzos del siglo xvii. Continuaron gobernando pero con el título de bajá de Ajaltsije hasta la anexión al Imperio otomano en 1750. Poco después, en 1829 el territorio sería anexado por el Imperio ruso. La población de Mesjetia, fue fuertemente islamizada durante la época de los príncipes musulmanes.

## Reino de Kajetia

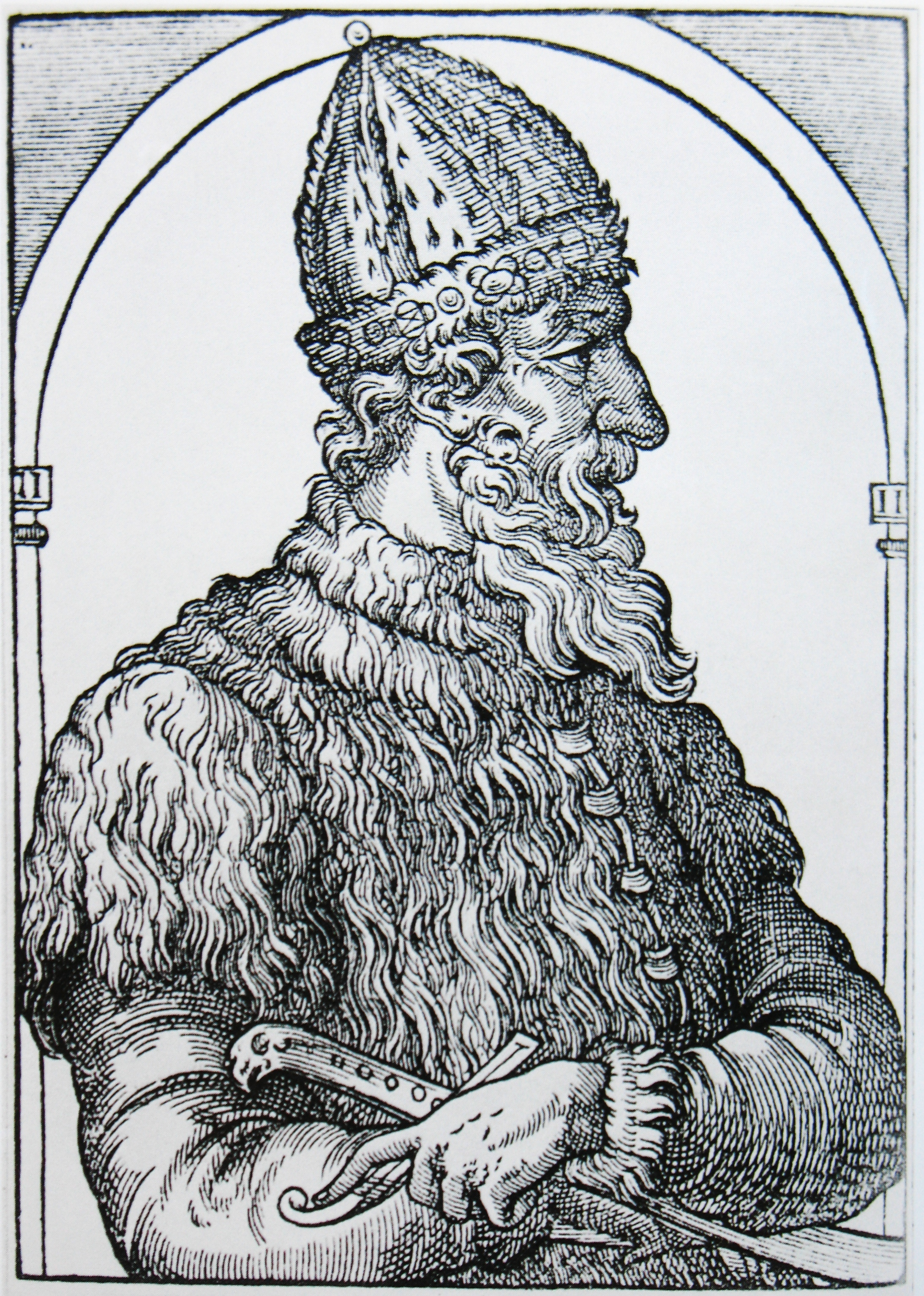
En la década de 1490, el gran príncipe de Moscú Iván III se negó a venir en apoyo de los cristianos de Georgia.

La historia de Kajetia puede verse como una mezcla de las de Imericia y Kartli. De hecho, esta región de Georgia Oriental había sido una vez la sede de un principado y luego un reino independiente. Como se dijo anteriormente, el Reino de Iberia fue anexada por los persas sasánidas en 580. Así Adarnase I, hijo y heredero del último rey Bakur III, se encontró que recibió como feudo la nueva provincia invadida. Convertido en «príncipe de Kajetia», creó una sucesión hereditaria. Su nieto Adarnase II se rebeló contra los árabes (que habían sucedido a los persas mientras tanto) y se refugió bajo el seno de Bizancio. En 787, un noble local, Grigol, fue proclamado «príncipe obispo» («corobispo») de la región y fundó una monarquía electiva, que duró hasta 893, cuando el príncipe Ciriaco I tomó por primera vez el título de príncipe hereditario. En esta fecha, el Principado de Kajetia se independizó y no estuvo sujeto a ninguno de los reinos vecinos, hasta 1010, cuando Bagrat III, el primer gobernante de la Georgia unificada ocupó la región. Después de una breve independencia entre 1014 y 1029, Kajetia fue anexada una vez más por Georgia. Sin embargo, después de unos meses, el príncipe armenio Gagik Bagratuni conquistó Kajetia y se convirtió en rey. Esta monarquía hereditaria duró hasta 1105, cuando el rey georgiano David IV el Reconstructor tomó el control definitivo de la región.
La historia del Segundo Reino de Kajetia independiente comenzó en 1466. En esta fecha, el rey Jorge VIII de Georgia, que había sido capturado tres años antes por el príncipe Qvarqvare II Jaqeli de Samtsje durante la revuelta de este último, fue liberado por el nuevo gobernante de la provincia de Transcaucasia. El ex rey intentó luego recuperar su reino que había caído en manos de su primo Bagrat VI. Pero fracasó en este proyecto y tuvo que refugiarse en su bastión en Georgia Oriental. Luego declaró su independencia de Tiflis e intentó reorganizar el país. Sin embargo, el Reino de Georgia nunca reconoció su independencia. En 1476, su hijo Alejandro I lo sucedió. Este último fue reconocido como soberano de una Kajetia independiente por los poderes musulmanes que lo obligaron a someterse a ellos en 1477. Intentando entonces, gracias a una estrategia diplomática basada en el juego de las alianzas, aliarse con el vecino Reino cristiano de Georgia, no tardó en ser reconocido como monarca, gracias al gran consejo nacional de 1490. Haciéndose pasar por el nuevo y poderoso gobernante de un estado cristiano georgiano, abrió negociaciones diplomáticas con Rusia, que comenzaba a volverse poderosa. Pero Moscú no pudo hacer nada por él, y en 1501 tuvo que reconocerse como vasallo de los persas safávidas.

## División de la iglesia
En la fragmentación política del Reino de Georgia fue unida al hundimiento de la influencia del patriarcado. En Samtsje inició el primer movimiento de separación de la iglesia bajo Qvarqvare II Jaqeli y Mzetchabuk Jaqeli. La Georgia meridional se detuvo a medio camino al proclamar solo su autonomía; sin embargo el debilitamiento de la iglesia que resultó traería como consecuencia la islamización más adelante de los mesjetios.
En la Georgia Occidental, el rey Bagrat II de Imericia no dudó en efectuar la separación eclesiástica. La escisión se produjo bajo el patriarca Miguel IV, de 1454 a 1476, que elevó a la dignidad de catolicós de Abjasia a Joaquín, arzobispo de Tsaich-Bedia. Con el apoyo del rey Bagrat II de Imericia, Miquel IV sometió la iglesia de Abjasia al patriarcado de Antioquia. La jurisdicción espiritual del nuevo catolicós de Abjasia se extendió al Reino de Imericia, en los principados de Guria, Mingrelia, Svanetia hasta su supresión en 1814, después de la ocupación de Imericia por el Imperio ruso.

## Entre la desaparición y la reunificación

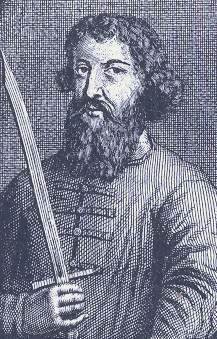
El príncipe Archil de Imericia sirvió de instrumento para la unificación efímera de Georgia en el.

Mientras que los años pasaban y los musulmanes invadían paulatinamente las tierras georgianas, algunos soberanos, considerados hoy en día patriotas, tentaron de reunificar el antiguo Reino de Georgia. A partir de 1510, el joven rey David X de Kartli puso en marcha un proyecto de reunificación. En 1513, tuvo éxito en vencer y capturar al rey de Kajetia, Jorge el Malo. Así se creó un reino unificado, aunque efímero, ya que acabó en 1520, cuando la nobleza de la Georgia Oriental se rebeló y venció al rey de Kartli.
Más adelante, en el siglo XVII, otro rey georgiano, Teimuraz I de Kartli, probaría de hacer la reunificación. Símbolo de la resistencia nacional contra los safávidas, este rey fue elegido por la nobleza de Kartli como soberano. Después de una guerra contra los persas, fue finalmente reconocido rey de la Georgia Oriental por los safávidas en 1625, pero sería privado de Kartli unos meses más tarde. Cuando el 1629 volvía a ser el soberano de Georgia central, fue destronado y relegado a Kajetia por el sah Safi, quien puso el gobierno de Kartli en manos del príncipe georgiano musulmán Rustam, y luego a un gobernador persa. Después de un exilio de tres años en Imericia, Teimuraz reunió un ejército y volvió a su lugar de origen en 1636. Sin embargo, su antiguo enemigo Rustam invadió sus dominios y los anexó a su reino, el rey tuvo que volver a Imericia, mientras que la Georgia Oriental se reunificó.

Blasón representativo del Reino de Kartli-Kajetia.

Algunos años más tarde, el rey musulmán de Kartli, Vajtang V, consiguió organizar una unificación de facto de toda Georgia. El 1661, aprovechó el caos que reinaba en Imericia que duraba más de un año e invadió Georgia Occidental. Instaló en el trono de Imericia a su primogénito Archil, que tenía sólo 14 años, y este se reconoció vasallo de su padre. En ese momento, los otomanos, que habían recibido desde la rotura con la esfera de influencia persa ya hacía casi un siglo, intercambios con Imericia, consideraron este acto una declaración de guerra de los safávidas. Presionaron a sus enemigos orientales para restablecer la soberanía otomana en Georgia Occidental. Entonces, en 1663, el sah Abbas II hizo destronar a su vasallo y le ofreció en compensación Kajetia, territorio vasallo del Imperio persa desde hacía treinta años.
A partir de ese momento, la historia de la Georgia Oriental no sería más que una serie de tentativas de reunificación. Varios príncipes tomaron el título de rey de Georgia Oriental, pero ninguno se atrevió a apropiarse de la débil Imericia, que quedó bajo control otomano. Finalmente, tras un largo período de problemas, Georgia Oriental se reencontró unificada. En 1762, el rey de Kajetia Heraclio II volvió a ser señor de los dos territorios cuando su padre, que era soberano de Kartli, Teimuraz II se lo cedió. La relegación de los dos reinos sometidos a los persas en el estatus de provincias de un reino georgiano unificado garantizó la unificación tan deseada por los monarcas (pero impedida por la nobleza y los persas). El mismo soberano creó un reino poderoso, al rechazar la soberanía persa y buscando un acercamiento al reino cristiano de Rusia, firmando el Tratado de Gueórguiyevsk en 1783 . El rey murió en 1798 y dejó en manos de su hijo Jorge la tarea de restablecer el reino de las heridas causadas por los musulmanes a la cultura georgiana a lo largo de los siglos. Pero Jorge murió tras un breve reinado de dos años.

## Desaparición de los estados georgianos
En cierto modo, la historia de la Georgia Oriental a partir de los años 1760 invirtió la historia del Cáucaso por un lado a otro. El 23 de julio de 1783, para distanciarse de la política de dominio de los persas, el rey Heraclio II, cuando gobernaba el Reino unificado de Kartli-Kajetia, firmó un tratado de protección en Gueórguiyevsk, en la frontera con la Ciscaucasia, con el emergente Imperio ruso de Catalina la Grande. Con este tratado se pretendía garantizar a Georgia Oriental una protección total frente a los persas, a cambio los rusos nombrarían un nuevo soberano por este reino. Rusia se comprometía a asegurar la seguridad los territorios de la Transcaucásica del este y a enviar atribuciones reales a los monarcas de Kartli-Kajetia. Los georgianos, por su parte, se comprometían a proveer a Rusia con soldados en caso de guerra contra los persas o los turcos. Pero la condición principal del tratado era que Rusia tenía prohibido anexar a Georgia. Sin embargo, Rusia faltó a su palabra. A la muerte del rey Jorge XII, el zar Alejandro I de Rusia no reconoció el príncipe heredero David. El 12 de septiembre de 1801, el mismo zar firmó el manifiesto que anexaba oficialmente Kartli-Kajetia. Hizo deportar a los príncipes reales a Rusia, antes de emprender la conquista del resto del Cáucaso. El tratado de protección de 1783 se convirtió en el manifiesto de la pérdida de la independencia georgiana. En febrero de 1810, el Imperio ruso anexó el Reino de Imericia, y luego continuó apoderándose de los pequeños principados: Guria (1829), Mingrelia (1857/1867), Svanetia (1858) y Abjasia (1865).